# Харчик Павло Михайлович
Павло Михайлович Харчик (туркм. Pawel Mihaýlowiç Harçik; нар. 5 квітня 1979, Душанбе, Таджицька РСР) — туркменський та російський футболіст, воротар.

## Клубна кар'єра
Вихованець туркменського футболу.
Виступав за ашхабадські команди «Копетдаг» та «Ніса». Потім грав за астанинський «Женіс» та смоленський «Кристал».
Перейшов у «Рубін» 2002 року. У сезоні 2004 року відправлений в оренду до нижньокамського «Нафтохіміка», у складі нижньокамців провів три гри, в яких пропустив 5 м'ячів. За підсумками сезону команда посіла 19 місце у Першому дивізіоні. Отримав місце у воротах «Рубіна» наприкінці травня 2005 року, після того, як його конкурент Александрс Колінько зламав руку на тренуванні. 6 серпня 2005 року в матчі з «Локомотивом», мимоволі завдав тяжкої травми Дмитру Сичову — розрив хрестоподібної зв'язки лівої ноги.
Як тільки Колінько залікував свою травму, Харчик присів на лаву запасних, де й провів практично всю кар'єру в «Рубіні».
У 2008 році — орендований «Анжи», за який провів 19 поєдинків та 16 м'ячів. На початку сезону 2009/10 років виступав за азербайджанський «Карван», догравав вище вказаний сезон у сумгаїтському «Стандарді». У 2011 році перебрався до ашгабатського «Алтин Асира» та зарафшанський «Кизилкум». У 2012 році перейшов до «Алмалика», де й завершив професіональну кар'єру.

## Кар'єра в збірній
У футболці національної збірної Туркменістану дебютував 3 листопада 1999 року в нічийному (1:1) товариському матчі проти Естонії. У тому ж році виступив в основному турнірі Кубку Азії 2004 року. Загалом у складі національної команди зіграв 10 матчів, в яких пропустив 6 м'ячів.

## Статистика виступів

### Клубна
| Клуб                        | Сезон             | Ліга                      | Ліга  | Ліга | Нац. кубок | Нац. кубок | Конт. кубок | Конт. кубок | Інші  | Інші | Загалом | Загалом |
| Клуб                        | Сезон             | Дивізіон                  | Матчі | Голи | Матчі      | Голи       | Матчі       | Голи        | Матчі | Голи | Матчі   | Голи    |
| --------------------------- | ----------------- | ------------------------- | ----- | ---- | ---------- | ---------- | ----------- | ----------- | ----- | ---- | ------- | ------- |
| «Ніса» (Ашгабат)            | 1998–99           | Йокарі-Ліга               |       |      |            |            | -           | -           | -     | -    |         |         |
| «Ніса» (Ашгабат)            | 2000              | Йокарі-Ліга               |       |      |            |            | -           | -           | -     | -    |         |         |
| «Ніса» (Ашгабат)            | Загалом           | Загалом                   |       |      |            |            | -           | -           | -     | -    |         |         |
| «Кристал» (Смоленськ)       | 2001              | Перший дивізіон Росії     | 9     | 0    |            |            | –           | –           | –     | –    | 9       | 0       |
| «Рубін» (Казань)            | 2001              | Перший дивізіон Росії     | 9     | 0    |            |            | –           | –           | –     | –    | 9       | 0       |
| «Рубін» (Казань)            | 2002              | Перший дивізіон Росії     | 8     | 0    |            |            | –           | –           | –     | –    | 8       | 0       |
| «Рубін» (Казань)            | 2003              | Прем'єр-ліга Росії        | 4     | 0    | 2          | 0          | –           | –           | –     | –    | 6       | 0       |
| «Рубін» (Казань)            | Загалом           | Загалом                   | 21    | 0    | 2          | 0          | -           | -           | -     | -    | 23      | 0       |
| «Нафтохімік» (Нижньокамськ) | 2004              | Перший дивізіон Росії     | 3     | 0    |            |            | –           | –           | –     | –    | 3       | 0       |
| «Рубін» (Казань)            | 2004              | Прем'єр-ліга Росії        | 0     | 0    | 0          | 0          | –           | –           | –     | –    | 0       | 0       |
| «Рубін» (Казань)            | 2005              | Прем'єр-ліга Росії        | 13    | 0    | 2          | 0          | –           | –           | –     | –    | 15      | 0       |
| «Рубін» (Казань)            | 2006              | Прем'єр-ліга Росії        | 1     | 0    | 1          | 0          | 1           | 0           | –     | –    | 3       | 0       |
| «Рубін» (Казань)            | 2007              | Прем'єр-ліга Росії        | 1     | 0    | 1          | 0          | 0           | 0           | –     | –    | 2       | 0       |
| «Рубін» (Казань)            | 2008              | Прем'єр-ліга Росії        | 0     | 0    | 0          | 0          | 0           | 0           | –     | –    | 0       | 0       |
| «Рубін» (Казань)            | Загалом           | Загалом                   | 15    | 0    | 4          | 0          | 1           | 0           | -     | -    | 20      | 0       |
| «Анжи» (Махачкала) (оренда) | 2008              | Перший дивізіон Росії     | 19    | 0    | 0          | 0          | –           | –           | –     | –    | 19      | 0       |
| «Ашгабат»                   | 2009              | Йокарі-Ліга               |       |      |            |            | 2           | 0           | –     | –    | 2       | 0       |
| «Карван»                    | 2009–10           | Прем'єр-ліга Азербайджану | 7     | 0    |            |            | –           | –           | –     | –    | 7       | 0       |
| «Стандард» (Сумгаїт)        | 2009–10           | Прем'єр-ліга Азербайджану | 11    | 0    |            |            | –           | –           | –     | –    | 11      | 0       |
| «Алтин Асир»                | 2010              | Йокарі-Ліга               |       |      |            |            | -           | -           | -     | -    |         |         |
| «Алтин Асир»                | 2011              | Йокарі-Ліга               |       |      |            |            | -           | -           | -     | -    |         |         |
| «Алтин Асир»                | Загалом           | Загалом                   |       |      |            |            | -           | -           | -     | -    |         |         |
| «Кизилкум» (Зарафшан)       | 2011              | Суперліга Узбекистану     | 13    | 0    |            |            | –           | –           | –     | –    | 13      | 0       |
| «Алмалик»                   | 2012              | Суперліга Узбекистану     | 18    | 0    |            |            | –           | –           | –     | –    | 18      | 0       |
| Усього за кар'єру           | Усього за кар'єру | Усього за кар'єру         | 116   | 0    | 6          | 0          | 3           | 0           | -     | -    | 125     | 0       |

### У збірній
| національна збірна Туркменістану | національна збірна Туркменістану | національна збірна Туркменістану |
| Рік                              | Матчі                            | Голи                             |
| -------------------------------- | -------------------------------- | -------------------------------- |
| 1999                             | 1                                | 0                                |
| 2000                             | 0                                | 0                                |
| 2001                             | 0                                | 0                                |
| 2002                             | 0                                | 0                                |
| 2003                             | 0                                | 0                                |
| 2004                             | 3                                | 0                                |
| 2005                             | 0                                | 0                                |
| 2006                             | 0                                | 0                                |
| 2007                             | 2                                | 0                                |
| 2008                             | 2                                | 0                                |
| 2009                             | 2                                | 0                                |
| Загалом                          | 10                               | 0                                |

Станом на 18 квітня 2009

## Досягнення
«Ніса» (Ашгабат)
- Йокарі-Ліга
  -  Чемпіон (1): 1998/99

«Рубін» (Казань)
- Прем'єр-ліга Росії
  -  Бронзовий призер (1): 2003